# أرخلبا

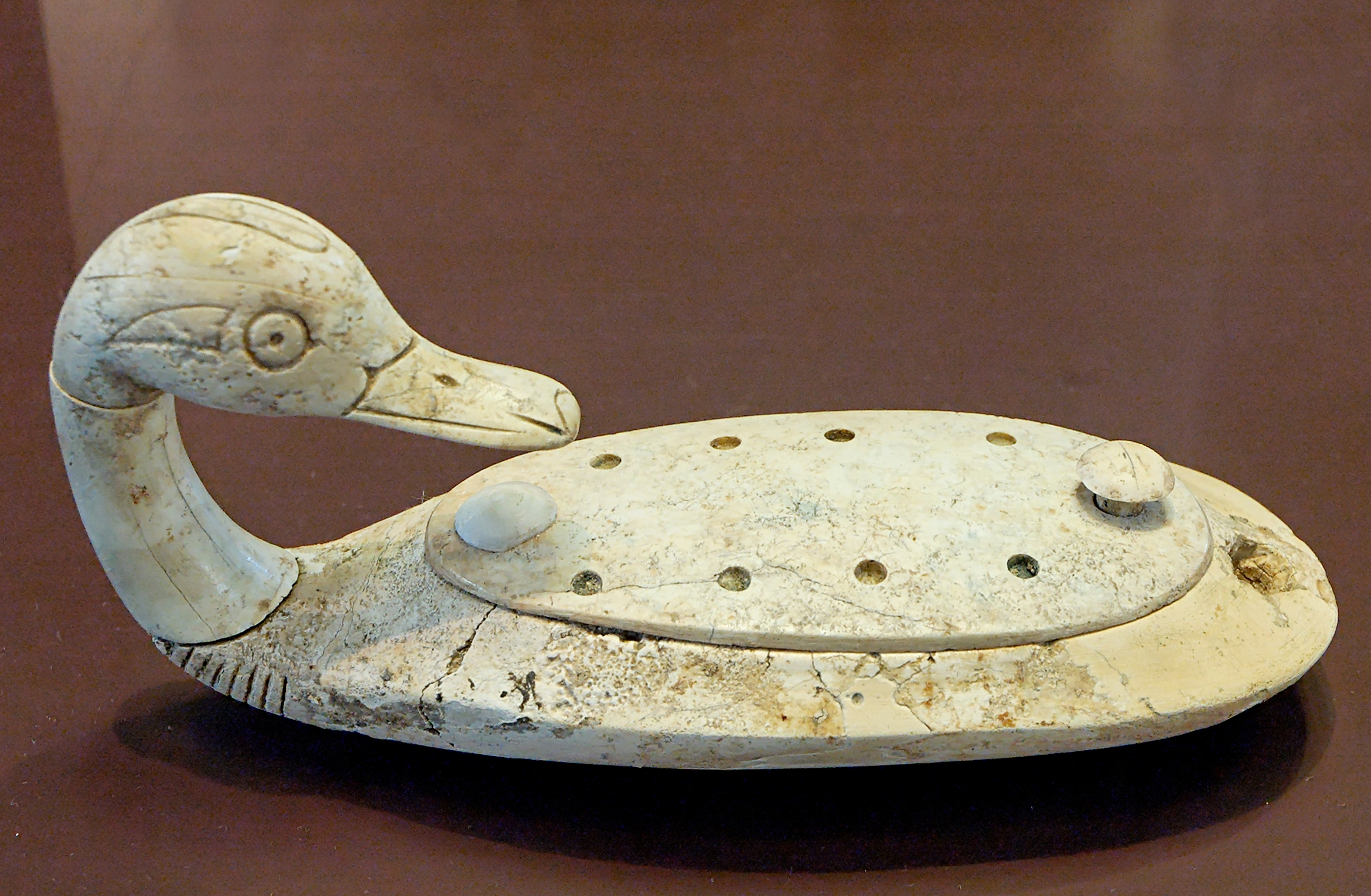

أرخلبا هو ثالث الحكام المعروفين لأوغاريت، وقد حكم لمدة لا تقل عن عامين، ربما من عام 1315 إلى 1313 قبل الميلاد، خلفا للملك نيقمادو الثاني.
ولا يُعرف سوى القليل عن فترة حكمه القصيرة، حيث تم ذكره فقط في ستة نصوص. أكثر ما يعطي معلومات عنه هو "وصيته الأخيرة"، حيث يحذر إخوته من الزواج من زوجته كوبابا بعد وفاته، خلافًا لعادات زواج الأخ من أرملة أخيه، وقد أصبحت هذه الرسالة المثيرة محلا للتخمينات حول دوافعها، إضافة إلى اسمه غير السامي الذي يبرز من بين جميع الملوك الأوغاريتانيين ويزيد من الغموض، حتى أن البعض اقترح أنه لم يكن الوريث الشرعي للعرش. لاحقا أجبره على الأغلب الملك الحيثي مورشيلي الثاني على التنازل عن العرش لصالح شقيقه نقمبا [الإنجليزية]. ربما أرسل إلى المنفى بعد ذلك. 